# Donnchad Donn
Donnchad Donn mac Flainn du Clan Cholmáin des Uí Néill du Sud († 944) est un irlandais, roi de Mide de 921-944 et Ard ri Érenn de 919-944.

## Origine
Donnchad ou Donnchadh Donn est un fils de Flann Sinna des Uí Néill de Mide Ard ri Érenn, 879-916 et de Gormlaith, une fille de Flann mac Conaing, roi de Brega.

## Premières années
Il apparaît la première fois dans les Annales d'Ulster en 904 comme chef d’une révolte contre son père qui entraine la profanation de Kells et la décapitation de plusieurs de ses complices. En 915, associé à son frère aîné Conchobar, il se rebelle de nouveau contre son père qui doit faire appel à son gendre Niall Glúndub, roi d’Ailech, pour réprimer la révolte
Donnchad fait campagne avec ses parents contre les hommes du royaume de Breifne en 910 et en 913 aux côtés de Máel Mithig mac Flannacáin, le mari de sa sœur Lígach, de la dynastie de Brega-nord à Knowth qui était aussi la famille de sa mère contre Lorcán, le fils de Dunchad, un dissident de la dynastie Knowth, qui s'était allié avec le dynaste de Brega-sud à Lagore et le Leinster. Ses campagnes postérieures de Brega en 939 et 940 seront probablement contre les deux fils de Lorcan qui sont finalement déposés par Congalach, le fils de Máel Mithig, en 942.
À la mort de Flann Sinna en 916, Niall Glúndub devient Ard ri Érenn et Conchobar chef du Clan Cholmáin et roi de Mide. Ils sont tués tous deux le 14 septembre 919 près de Dublin lors de la défaite des Irlandais face aux Vikings.

## Ard di Erenn
Donnchadh Donn devient Ard ri Érenn en 919. Il est sans pitié pour ses parents et éventuels prétendants, il aveugle son frère Aed en 919, et tue son frère en Domnall 921 à Bruiden Dá-Choca, actuellement  Breenmore, comté de Westmeath, sur le côté Est de la rivière Shannon. Ce fut presque certainement en raison des relations étroites de Domnall avec le Connacht, comme le confirme l'attaque infructueuse de Donnchad au-delà du Shannon  l'année suivante. En 928 il tue son neveu, Máel Ruanaid, le fils de Conchobar.
Après être devenu Ard ri Erenn, Donnchad entreprend également une campagne contre les Vikings de Dublin et leur inflige une grande défaite dans le comté de Louth en 920. Son allié  Muirchertach mac Tigernáin de Bréifne, le frère de son épouse Dublemna, meurt de ses blessures.
Donnchad doit cependant faire face à l'opposition du roi des Uí Néill du nord, Muirchertach mac Neill, « aux vêtements de cuir », le fils de Niall Glúndub roi d’Ailech et représentant des O'Neill du Nord qui revendique le rôle de véritable chef de la résistance irlandaise. Muirchertach s'oppose à Donnchad en 927, 929, et 938, mais à chaque fois le conflit s'apaise, probablement grâce à l'intercession de sa fille, Flann, qui était l'épouse de Muirchertach. Ils effectuent conjointement des raids au Leinster et au Munster en 938 et 940. Lors d'une campagne qu'il entreprend seul en 941, l'année qui suit la mort de Flann en 940, Muirchertach pille le royaume de Mide, Uí Failge, Osraige, et les Déisis. Il capture et livre Cellachán Caisil  roi des Eóganacht Chaisil du Munster à Donnchad comme  otage démontrant ainsi que le pouvoir de Donnchad est toujours limité.
La mort au combat contre les vikings de Muirchertach en 943 met fin à ses ambitions l’année suivante. Lors de la disparition de Donnchadh Donn le trône d’Ard ri Érenn est occupé par Conghalach Cnogba qui était le fils d’une de ses sœurs.

## Famille et descendance
Par ses mariages, Donnchad se lie avec des familles royales jusqu'alors obscures mais qui établissent progressivement leur prédominance. Cainnech, appartient à une lignée secondaire du Cenél Conaill dont la fortune sera établie temporairement par Ruaidrí Ua Canannáin, celle d'Órlaith le Dál gCais sont les ancêtres des Uí Briain. De manière similaire, son union avec Dublemna marque le début de l'ascension des ancêtres des Uí Ruairc.  
Donnchadh Donn avait donc contracté quatre unions avec:
1) Cainnech († 929) : fille de Canannan du Cenél Conaill, chef du Clan Ua Canannain.
2) Orlaith : sœur de Brian Boru mac Cennetig du clan Dál gCais de Thomond tuée en 941 pour avoir entretenu une relation adultère avec Oengus l'un des fils du roi.
3) Dublemna : fille du roi de Tighernac Ó Ruairc, roi de Breifne.
4) Sadhbh ou Sabia en 941 : fille de Donnchad mac Cellaig, roi d'Osraige
Nous connaissons les enfants suivants de Donnchadh Donn
- Conn († 944) : père de Carlus roi de Meath de 952 à 960.
- Oengus : roi de Meath en 944 (†  945/946), père de Fergal Got roi de Mide en 950 et déposé.
- Domnall : roi de Meath ou Mide en 951, mort en 952, père du futur Ard ri Érenn Mael Seachlainn II Mór
- Flann († 940) : épouse de Muirchertach O’Neill
- Oefhinn († 952).

## Sources
- (en) Francis J.Byrne Irish Kings and High-Kings, Courts Press History Classics Dublin (2001)  (ISBN 1 851 82 1961)
- (en) Charles Doherty « Donnchad Donn mac Flainn (d. 944),  », Oxford Dictionary of National Biography, Oxford University Press, 2004.
- (en) T.W Moody, F.X. Martin,F.J. Byrne, Maps, Genealogies, Lists. A companion to Irish History part II, Oxford, Oxford University Press, coll. « A New History of Ireland » (no 9), 2011, 674 p. (ISBN 9780199593064)